# Théâtre de l'Œuvre
Le théâtre de l’Œuvre est une salle de spectacles du 9e arrondissement de Paris, située au no 3 cité Monthiers, à hauteur du 55, rue de Clichy. Elle appartient au groupe Vivendi (Bolloré).

## Historique
Le théâtre de l’Œuvre est d'abord une compagnie théâtrale fondée sous le nom de Théâtre d'art en 1891 par le jeune poète Paul Fort, le comédien Lugné-Poe (en 1893) issue du Théâtre-Libre d'André Antoine, le poète Camille Mauclair et le peintre Édouard Vuillard, membre des Nabis, dans le but de promouvoir le mouvement symboliste en littérature comme en peinture. Auréolée de la création en 1893 aux Bouffes-Parisiens du drame de  Maurice Maeterlinck, Pelléas et Mélisande, la troupe s'installe la même année dans une petite salle de la cité Monthiers, la salle Berlioz, et prend le nom de maison de l'Œuvre. Francis Norgelet en fut le premier secrétaire général.
Son répertoire accorde une large place aux auteurs nordiques (August Strindberg, Henrik Ibsen), aux côtés de jeunes écrivains français comme Henry Bataille, Henri de Régnier et Alfred Jarry, dont le Ubu roi est créé le 10 décembre 1896 au Nouveau-Théâtre (initialement dirigé par  Lugné-Poe et où la troupe se produit régulièrement de 1891 à 1906) avec Firmin Gémier dans le rôle-titre. Le théâtre ferme en 1899[réf. nécessaire].

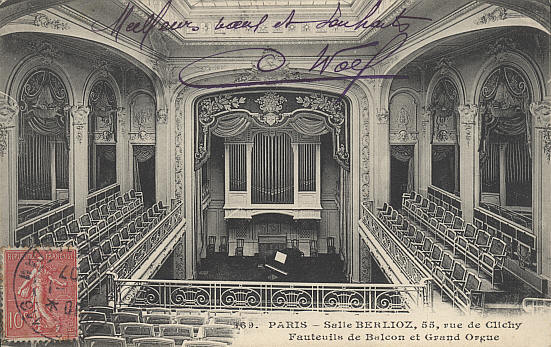
La salle Berlioz en 1907.

Lugné-Poe reprend les rênes le 22 décembre 1912 avec une création qui fait date, celle de L'Annonce faite à Marie de Paul Claudel. L'activité de la troupe est interrompue en 1914 par le déclenchement de la Première Guerre mondiale, mais reprend en 1919, grâce au soutien financier de la comédienne Marcelle Frappa. Lucien Beer et Paulette Pax succèdent à Lugné-Poe en 1929. Administré durant la Seconde Guerre mondiale par Jacques Hébertot en raison du statut des juifs promulgué par le régime de Vichy leur interdisant la direction des théâtres, Raymond Rouleau rejoint Lucien Beer à la Libération en 1944 jusqu'en 1951 où Robert de Ribon le remplace.
En 1960, Pierre Franck, qui est le père de Frédéric Franck, et Georges Herbert prennent la direction du théâtre. En 1978, Georges Wilson devient directeur artistique et signe les principales mises en scène. En 1995, Gérard Maro, qui dirigeait la Comédie de Paris depuis 1981, prend la direction du théâtre de l'Œuvre et le rénove. En 2012, Frédéric Franck, jusqu'ici directeur du théâtre de la Madeleine (et fils de Pierre Franck qui avait dirigé la salle 50 ans plus tôt), lui succède.
Le 30 juin 2016, Frédérick Franck a quitté la direction du théâtre, ce sont maintenant François-Xavier Demaison et Benoît Lavigne qui dirigent le théâtre qui fait maintenant partie de la société Vivendi Village filiale du groupe Vivendi (Bolloré).

## Répertoire

### Avant 1950
- 1894 : Annabella, de Maurice Maeterlinck d'après Dommage qu'elle soit une putain de John Ford[3].
- 1895 : Les Pieds nickelés de Tristan Bernard
- 1895 : Brand de Henrik Ibsen
- 1896 : Salomé d'Oscar Wilde, mise en scène de Lugné-Poe et Ubu roi de Alfred Jarry, mise en scène Lugné-Poe
- 1897 : Le Fardeau de la liberté de Tristan Bernard
- 1904 : L'Ouvrier de la Dernière Heure de Edmond Guiraud
- 1911 : L’Amour de Kesa de Robert d'Humières, mise en scène Lugné-Poe
- 1934 : Une femme libre d'Armand Salacrou, mise en scène Paulette Pax, 4 octobre
- 1939 : Roi de France de Maurice Rostand, mise en scène Harry Baur
- 1949 : La neige était sale de Georges Simenon, adaptation Frédéric Dard, mise en scène Raymond Rouleau
- 1949 : Saint Parapin de Malakoff d'Albert Vidalie, mise en scène Charles Bensoussan

### Années 1950
- 1950 : Notre peau de José-André Lacour, mise en scène Michel Vitold
- 1951 : La Maison de Bernarda Alba de Federico Garcia Lorca, décors et costumes d'Antoni Clavé
- 1954 : Homme pour homme de Bertolt Brecht, mise en scène Jean-Marie Serreau
- 1955 : Un mari idéal d'Oscar Wilde, mise en scène Jean-Marie Serreau, avec Delphine Seyrig
- Au jour le jour de Jean Cosmos
- À la nuit la nuit de François Billetdoux
- 1957 : Vous qui nous jugez de et mise en scène Robert Hossein
- 1958 : L'Épouvantail de Dominique Rolin, mise en scène André Barsacq, avec Emmanuelle Riva

### Années 1960
- 1962 : Mon Faust de Paul Valéry, mise en scène Pierre Franck
- 1965 : Le Repos du septième jour de Paul Claudel, mise en scène Pierre Franck
- 1969 : Le monde est ce qu'il est d'Alberto Moravia, mise en scène Pierre Franck

### Années 1970
- 1976 : Le Scénario de Jean Anouilh, mise en scène Jean Anouilh & Roland Piétri
- 1977 : Le Cours Peyol d'Étienne Rebaudengo

### Années 1980
- 1982 : Le Nombril de Jean Anouilh, mise en scène Jean Anouilh et Roland Piétri avec Bernard Blier, Catherine Alcover, Marie-Georges Pascal
- 1982 : Sarah et le Cri de la langouste de John Murrell, mise en scène Georges Wilson, avec Delphine Seyrig

### Années 1990
- 1991 : Eurydice de Jean Anouilh, mise en scène Georges Wilson
- 1996 : Célimène et le Cardinal de Jacques Rampal, mise en scène Jacques Rampal.
- 1997 : Qui a peur de Virginia Woolf ? de Edward Albee, mise en scène Pierre Constant
- 1998 : Horace de Pierre Corneille, mise en scène de Marion Bierry, avec Delphine Rich, Isa Mercure, Claude Giraud - 4 nominations aux Molières 1998
- 1998 : Pour la galerie de Claude d'Anna et Laure Bonin, mise en scène Stéphan Meldegg, avec Annick Blancheteau, Jean-Luc Moreau
- 1999 : L'Amante anglaise de Marguerite Duras, mise en scène Patrice Kerbrat, avec Suzanne Flon, Jean-Paul Roussillon, Hubert Godon

### Années 2000
- 2000 : Le Grand Retour de Boris S. de Serge Kribus, mise en scène Marcel Bluwal, avec Michel Aumont, Robin Renucci
- 2003 : Hypothèque de Daniel Besse, mise en scène Patrice Kerbrat, avec Stéphane Hillel
- 2006 : Le Gardien d'Harold Pinter, mise en scène Didier Long, avec Robert Hirsch
- 2007 : À la porte de Vincent Delecroix, mise en scène Marcel Bluwal, avec Michel Aumont (16 janvier)
- 2007 : Les Mots et la Chose de Jean-Claude Carrière, mise en scène Daniel Bedos, avec Jean-Pierre Marielle, Agathe Natanson (18 avril)
- 2007 : L'Entretien de M. Descartes avec M. Pascal le jeune de Jean-Claude Brisville, mise en scène Daniel Mesguich, avec Daniel Mesguich et William Mesguich
- 2008 : La Vie devant soi de Romain Gary (Émile Ajar), mise en scène Didier Long, avec Myriam Boyer
- 2009 : L'Antichambre de Jean-Claude Brisville, mise en scène Christophe Lidon (7 avril)
- 2009 : Le Jour de l'Italienne par la compagnie Eulalie, mise en scène Sophie Lecarpentier(1er juillet)

### Années 2010
- 2010 : David et Edward de Lionel Goldstein, mise en scène Marcel Bluwal, avec Michel Aumont et Michel Duchaussoy (19 janvier)
- 2010 : Les Indifférents, comédie musicale de Camille Turlot et Éric Szerman, mise en scène Stéphane Cottin (2 juin)
- 2010 : Les Dames du jeudi de Loleh Bellon, mise en scène Christophe Lidon (10 septembre)
- 2011 : Entre deux ils d'Isabelle Cote, mise en scène Agnès Boury et José Paul (30 août)
- 2011 : Bistro ! de Sylvie Audcoeur et Marie Piton, mise en scène Anne Bourgeois (18 novembre)
- 2012 : Il faut je ne veux pas de Alfred de Musset et Jean-Marie Besset, mise en scène Jean-Marie Besset (14 février)
- 2012 : La Dernière Bande de Samuel Beckett, mise en scène Alain Françon, avec Serge Merlin
- 2012 : Voyage au bout de la nuit de Louis-Ferdinand Céline, mise en scène Françoise Petit, avec Jean-François Balmer (6 décembre)
- 2013 :  Demain il fera jour de Henry de Montherlant, mise en scène Michel Fau, avec Léa Drucker et Michel Fau
- 2013 : Et jamais nous ne serons séparés de Jon Fosse, mise en scène Marc Paquien, avec Ludmila Mikaël, Patrick Catalifo, Agathe Dronne
- 2013 : Gros-Câlin de Romain Gary, mise en scène Bérangère Bonvoisin, avec Jean-Quentin Châtelain
- 2013 : Sonate d'automne de Ingmar Bergman, mise en scène Marie-Louise Bischofberger, avec Françoise Fabian, Rachida Brakni et Éric Caruso
- 2014 : Le Misanthrope ou l'Atrabilaire amoureux de Molière, mise en scène Michel Fau, avec Julie Depardieu et Michel Fau
- 2014 : Kaddish pour l'enfant qui ne naîtra pas d'après le roman de Imre Kertész, adaptation et mise en scène Joël Jouanneau, avec Jean-Quentin Châtelain
- 2014 : Récital empathique de et avec Michel Fau
- 2014 : Dispersion de Harold Pinter, mise en scène par Gérard Desarthe, avec Carole Bouquet et Gérard Desarthe
- 2014 : Faire danser les alligators sur la flûte de pan d'après la correspondance de Louis-Ferdinand Céline, mise en scène par Ivan Morane, avec Denis Lavant
- 2014 : Nuits blanches de Haruki Murakami, adaptation  Hervé Falloux, avec Nathalie Richard
- 2014 : Piaf, l'être intime d'après la correspondance d'Édith Piaf avec Clotilde Couran et Lionel Suarez
- 2015 : Les Larmes amères de Petra von Kant de Rainer Werner Fassbinder mise en scène Thierry de Peretti
- 2015 : Un amour qui ne finit pas d'André Roussin, mise en scène Michel Fau
- 2015 : Le Réformateur de Thomas Bernhard, mise en scène André Engel, avec Serge Merlin
- 2015 : Madame de et mise en scène par Rémi De Vos, avec Catherine Jacob
- 2015 : Home de David Storey, mise en scène Gérard Desarthe, avec Carole Bouquet et Pierre Palmade
- 2016 : Qui a peur de Virginia Woolf ? d’Edward Albee, mise en scène Alain Françon, avec Dominique Valadié et Wladimir Yordanoff
- 2016 : La Dernière Bande de Samuel Beckett, mise en scène Peter Stein, avec Jacques Weber
- 2016 : Avant de s'envoler de Florian Zeller, mise en scène Ladislas Chollat, avec Robert Hirsch et Isabelle Sadoyan
- 2016 : La Fabrique à Kifs d'Audrey Akoun, Béatrice de La Boulaye, Isabelle Pailleau et Florence Servan-Schreiber, mise en scène de Béatrice de La Boulaye, avec Audrey Akoun, Isabelle Pailleau et Florence Servan-Schreiber
- 2018 : Alors de Roman Frayssinet

### Années 2020
- 2020 : Un Spectacle Drôle de Marina Rollman
- 2024 : La Joconde parle enfin, écrite par Laurent Ruquier, mis en scène par Rodolphe Sand, avec la comédienne Karina Marimon[4].